# Cipitío
El Cipitío (también llamado Cipitío, Cipitín, Cipitillo, Cipito, Cipe, Cepit, Juan, Tzipitío o Tzipit) es un ser considerado legendario de origen náhuat en Nicaragua, Honduras, México, Guatemala y El Salvador.

## Origen
La leyenda del Cipitío proviene de la época precolombina y cuenta la historia de su árbol genealógico y las razones por las que él y su madre, Sihuehuet, fueron castigados. El Cipitío es un personaje peculiar, con una vestimenta y costumbres únicas. Se le atribuyen una serie de habilidades, facultades y poderes sobrenaturales que usa para divertirse sin preocuparse por nadie más. En El Salvador y México, esta leyenda se utiliza con fines educativos en los niños, ya que ofrece una ventana a la cultura precolombina de la región y les enseña valores como la importancia de la familia y las consecuencias de los comportamientos egoístas. Es importante destacar que esta leyenda es una parte significativa de la  tradición oral de América Latina.

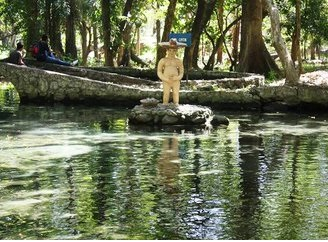
Escultura de El Cipitío en El Salvador.

El personaje es parte importante de la cultura salvadoreña, donde es un icono de los vestigios ancestrales del país. Autores y guionistas han retomado la figura en sus obras; además, ha sido fuente de inspiración para el rodaje de una serie televisiva que trata problemas culturales y sociales salvadoreños desde la perspectiva de la leyenda del Cipitío.

## Historia
Según cuenta la leyenda, nació de la relación que tuvo su madre, la diosa lunar Sihuet o Sihuehuet,con el dios Lucero de la Mañana, traicionando al dios Sol. Por ello, el dios de  los dioses, Tláloc, condenó tanto a la madre como al hijo. A la madre la degradó de diosa Luna a mujer errante y al niño le condenó a nunca crecer y conservarse para siempre en la edad de diez años.
Otra versión cuenta que su madre sedujo a un príncipe nahua Yeisun, hijo de Tláloc, con quien tuvo un hijo a quien llamaron Cipit (que en la ortografía actual del náhuat se escribiría Tzipit). Pero su madre nunca se hizo cargo de él y lo descuidó para irse con sus amantes. Tláloc, al enterarse de esto, maldijo a la madre ingrata y a Cipit lo condenó a ser un niño de 10 años hasta el fin de los tiempos. Aunque también existen otras versiones en donde Cipit muere a causa del descuido de su madre.
Durante siglos, Cipit fue el dios de las relaciones prohibidas y adúlteras y su nombre se relaciona con el dios Xipe Tótec. En la actualidad es un icono de la Cultura de El Salvador, donde es representado como un niño alegre que vaga errante.
El Cipitío es un ser propio del folklore salvadoreño, guatemalteco y mexicano. La leyenda ha evolucionado de generación en generación, adaptando elementos de la misma para no perder vigencia, aunque en el fondo, conserva su esencia original. El nombre proviene del nahuat Tzipit, que significa niño, de donde proviene la palabra "Cipote" utilizada para nombrar a los infantes en El Salvador. O también podría derivar del náhuatl, tzipitl, que significa 'niño desmedrado'.

## Aspecto físico
El Cipitío es descendiente de dioses, pero su aspecto es el de un niño de baja extracción social y económica. Su condición de niño queda evidenciada por su enorme barriga. Tiene el poder de teletransportarse. Viste ropa de manta blanca, caites (sandalias) y un sombrero de palma puntiagudo y de grandes alas. En el sur de México, sobre todo en el estado de Chiapas,no se utiliza sombrero.
Al igual que el Boraro, el Cipitío tiene una deformación en los pies, los tiene al revés, y por ello causa confusiones por dónde camina. Cuando los campesinos intentan seguir sus huellas, se pierden, puesto que, dada la deformación física, siguen el camino de manera errónea van al lado contrario.

## Costumbres

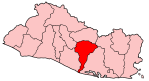
Departamento de San Vicente, donde se sitúa tradicionalmente el Cipitío.

Frecuenta los trapiches de las moliendas de caña, le gusta comer y bañarse con cenizas, visita los  ríos y es un eterno enamorado de las muchachas a las que constantemente espía, silba o arroja piedrecitas y flores. Su alimentación está basada en cenizas y guineos. Además, la mitología cuscatleca lo ubica en San Vicente, aunque puede teletransportarse con facilidad.

## Carácter
Aunque no es ofensivo, le divierte hostigar. Generalmente hace bromas con las cuales se burla de las personas con una risa sonora. Se dice en la lengua salvadoreña que siente asco por los malos hábitos de las personas, por lo que si una chica es objeto de su hostigamiento, la solución para alejarlo es comer en el baño, frente a la taza de un inodoro.

## En México
En el estado de Chiapas, en particular la Costa y en Soconusco, la leyenda de los zipes (también escrito como cipes) se refiere a que estos seres son animales con forma de niños que se caracterizan por tener los pies volteados, de tal manera que el talón va por delante y los dedos hacia atrás. Aunque son de facciones correctas, son panzones y con piernas delgadas.
Estos misteriosos seres no hablan, solo balbucean «zipe», de ahí su nombre. Caminan en manadas como los coyotes y se alimentan de cenizas, por eso son conocidos como "Cenicientos". Estos animales-niños son difíciles de atrapar. Cuando se intenta atraparlos, oponen gran resistencia y chillan con desesperación y temor. Hay quienes afirman que estos seres pueden ser domesticados, aunque se requiere de mucho tiempo y paciencia pero pueden llegar a ser muy serviciales.
En las localidades y ranchos más apartados se culpaba al zipe de la desaparición de niños pequeños que no habían sido bautizados. La gente dice que se los llevaba al monte para convertirlos en sirvientes. En otros relatos, este ser sobrenatural suele asustar a viajeros solitarios que se aventuran a transitar caminos apartados por la noche: a esas personas el Zipe les trepa a las monturas, mientras ríe y profiere bromas o insultos por algunos minutos para después desaparecer en la oscuridad. También era común que se les apareciera a las mujeres que se bañaban en los ríos con la intención de seducirlas.

## En Guatemala
En Guatemala, se le conoce como el Sombrerón o Tzitzimite. El Tzitzimite es “un hombrecito muy pequeño, vestido de negro, con un gran cinturón muy brillante. Tiene un sombrero negro, es pequeño, y unas botas con tacones que hacen ruidito.
A este personaje le gusta “subirse a los caballos y hacerles nudos en la cola y en las crines. Estos nudos, que son así de menuditos, cuesta un bigote deshacerlos”. Al Tzitzimite también le agrada perseguir y molestar a las mujeres de pelo largo y ojos grandes.
Cuando le gusta alguna muchacha, no la deja ni a sol ni a sombra:  aparece en las noches cuando está dormida y después de haberle enredado el pelo, le baila y le canta con su guitarra. También se le aparece a las horas de comida y le echa tierra en el plato. No le deja comer por lo que la joven  va adelgazando.
De acuerdo con la idea popular, el Tzizimite tiene la altura de un dedo de la mano y cabe escondido en la almohada. Es un espíritu juguetón y doméstico. Su sombrero es tan grande que tiene que arrastrarlo, recorriendo  a la hora del crepúsculo  ciudades y campos. Cuando encuentra a la mujer de sus amores, amarra sus mulas al primer poste que encuentra, descuelga su guitarra que lleva al hombro y empieza a cantar y bailar.
En la tradición indígena este personaje también está arraigado. Tzitzimite es una figura de primer orden en la cosmogonía indígena, puesto que con ese nombre se conoce al brujo indígena.

## Serie televisiva
Televisión Cultural Educativa de El Salvador Canal 10 produjo de 1990 a 1992 la serie infantil  "Las Aventuras del Cipitío", protagonizada por el actor nacional José Rolando Menéndez Castro, quien estaba acompañado de actores locales. En 2005, el Ministerio de Educación lanzó la serie "Las nuevas aventuras del Cipitío", las cuales son transmitidas por Canal 10. Las historias se ven enriquecidas con personajes como el Brujo Barbujo (Manuel de Jesús Martínez, Lic. José Simeón Duarte, Luis Menéndez y Juan Antonio Ruiz), Humazón (Danilo Colocho), Tamagás (Juan Salomón Paredes), Malévolo (Neil Chávez, Julio Flores y José Fernández), Todoloco (Raúl Parada), La Bruja Malinchinela (Ana Celina Morataya y Kryssia García), El Conde de Contrafisco (Francisco Ramos), Beto Arrazador (Luis Mejilla), Don Progreso (Oscar Morales) y Dora Metralla (Kenia Valencia).
En cuanto a la fidelidad de la serie con respecto a la tradición, el aspecto físico del Cipitío es casi exactamente calcado del tradicional, salvo por los pies al revés, que por ser un actor humano, no podían simularse tan fácilmente. Las historias son bastante distantes de la tradición, intentando tratar temáticas contemporáneas y responder a las necesidades actuales de la niñez salvadoreña. En el 2025 se lanzó una serie animada basada en el programa con tramas más fantásticas y centrada en el misterio similar a otras series como Gravity Falls. 

## El Cipitío en la literatura
Varios autores salvadoreños lo han mencionado o incorporado en algunas de sus obras. Miguel Ángel Espino, en su libro Mitología de Cuscatlán, cita:

Han pasado los tiempos. El mundo ha cambiado, se han secado ríos y han nacido montañas, y el hijo de la Siguanaba aún tiene diez años. No es raro que esté, montado sobre un lirio o escondido entre el ramaje, espiando a las muchachas que se ríen a la vuelta del río

Salarrué, por su parte, en su libro Trasmallo incluye un cuento llamado El Cipe, donde en un diálogo entre dos personajes de la campiña salvadoreña se le describe: 

- Usté ¿nuá visto nunca al Cipitiyo, Culapio?
- ¡En jamás, don Agrelio!...
- Yo lei visto una tan sola, en Jalponga, comiéndose a hora diánimas los elotes diuna milpa. Veya usté : lleva un sombrerón  deste calibre; un calzón blanquiyo, shuco, shuco, y amarrado poraquí con un mecateplátano. Su estatura es menor quel diun chumpe y va jumándose un purote. El caidizo del sombrero le tapa toda la carita, menos la jetía puntuda y con sus tres pelos como el nance. La camisona le varrastrando por el suelo, toda rompida y los caites liacen : plash, plash…Yo lice envite porque estaba bolo, y cuando quise echarle pesca, se iscabuyó el hijuepuerca entre las milpas, dejando un tufito, ansina como el del zorriyo.

El escritor Manlio Argueta, publicó en 2006 una adaptación de la leyenda "El Cipitío", en el que suaviza su perfil de duende y lo adapta a un niño. Ilustrado por Vicky Ramos, "El Cipitío" de Manlio Argueta narra lo esencial de la leyenda a nivel infantil.

El Cipitío es un duende náhuatl que nunca dejará de ser niño. Su madre, la Siguanaba, lo abandonó en el recodo de un río cuando el dios Tlaloc la condenó por trasnochadora y viciosa a vagar para siempre por los montes. Era esposa de Cipitl, gran tirador de flechas...